# Плезант-Плейнс (Іллінойс)
Плезант-Плейнс (англ. Pleasant Plains) — селище (англ. village) в США, в окрузі Сенґамон штату Іллінойс. Населення — 808 осіб (2020).

## Географія
Плезант-Плейнс розташований за координатами 39°52′28″ пн. ш. 89°55′7″ зх. д. / 39.87444° пн. ш. 89.91861° зх. д. (39.874568, -89.918685).  За даними Бюро перепису населення США в 2010 році селище мало площу 3,62 км², уся площа — суходіл.

## Демографія
Згідно з переписом 2010 року, у селищі мешкали 802 особи в 310 домогосподарствах у складі 228 родин. Густота населення становила 222 особи/км².  Було 327 помешкань (90/км²).
Расовий склад населення:
| - 97,4 % — білих - 0,5 % — чорних або афроамериканців - 0,4 % — азіатів |

До двох чи більше рас належало 1,2 %. Частка іспаномовних становила 0,9 % від усіх жителів.
За віковим діапазоном населення розподілялося таким чином: 28,2 % — особи молодші 18 років, 58,8 % — особи у віці 18—64 років, 13,0 % — особи у віці 65 років та старші. Медіана віку мешканця становила 38,5 року. На 100 осіб жіночої статі у селищі припадало 89,2 чоловіків;  на 100 жінок у віці від 18 років та старших — 89,5 чоловіків також старших 18 років.
Середній дохід на одне домашнє господарство  становив 70 202 долари США (медіана — 62 917), а середній дохід на одну сім'ю — 76 175 доларів (медіана — 71 875). Медіана доходів становила 44 485 доларів для чоловіків та 39 286 доларів для жінок. За межею бідності перебувало 1,9 % осіб, у тому числі 1,5 % дітей у віці до 18 років та 3,5 % осіб у віці 65 років та старших.
Цивільне працевлаштоване населення становило 463 особи. Основні галузі зайнятості: освіта, охорона здоров'я та соціальна допомога — 32,4 %, публічна адміністрація — 14,7 %, роздрібна торгівля — 13,0 %.